# Ueli Bodenmann
Ueli Bodenmann (San Galo, 14 de marzo de 1965) es un deportista suizo que compitió en remo.
Participó en tres Juegos Olímpicos de Verano, obteniendo una medalla de plata en Seúl 1988, en la prueba de doble scull, el cuarto lugar en Atlanta 1996 y el quinto en Sídney 2000, en el cuatro scull. Ganó una medalla de plata en el Campeonato Mundial de Remo de 1990, en el cuatro scull.

## Palmarés internacional
| Juegos Olímpicos   | Juegos Olímpicos     | Juegos Olímpicos | Juegos Olímpicos |
| Año                | Lugar                | Medalla          | Prueba           |
| ------------------ | -------------------- | ---------------- | ---------------- |
| 1988               | Seúl (Corea del Sur) | Medalla de plata | Doble scull      |
| Campeonato Mundial |                      |                  |                  |
| Año                | Lugar                | Medalla          | Prueba           |
| 1990               | Tasmania (Australia) | Medalla de plata | Cuatro scull     |